# Las nuevas aventuras de Flipper
Las nuevas aventuras de Flipper es una serie de televisión estadounidense del año 1995.

## Personajes
- Flipper: Flipper en un ágil y amistoso delfín, que defiende la vida en el mar.
- Lopaka: Lopaka es un niño de 12 años con el poder de hablar con criaturas marinas, como Flipper, y respirar bajo el agua gracias a él. Habitante de las islas de Illoka, Lopaka es moreno y de pelo marrón. Solo va vestido con un taparrabos y un brazalete.

## Primera temporada
- 1x01 Piloto
- 1x02 Tiburones
- 1x03 La Búsqueda del Tesoro
- 1x04 El ecologista loco
- 1x05 Un verdadero creyente
- 1x06 El Secuestro (Parte 1)
- 1x07 El Secuestro (Parte 2)
- 1x08 Con hermanos así
- 1x09 El Sumergible
- 1x10 El Padre de Mike
- 1x11 La Morena
- 1x12 Pez fuera del agua
- 1x13 Criadores de ostras
- 1x14 El misil hundido
- 1x15 Huracán
- 1x16 Pandilla de surfistas
- 1x17 En cuarentena
- 1x18 La amenaza
- 1x19 La chica que vino a cenar
- 1x20 Aguas lodosas
- 1x21 Tiempo pasado
- 1x22 Flipper habla

## Segunda temporada
- 2x01 El delfín blanco
- 2x02 Caballo de mar
- 2x03 Barco fantasma
- 2x04 La espada de Carlos de Cabral
- 2x05 Radio libre Flipper
- 2x06 Un día en las carreras de lanchas
- 2x07 Prueba de maternidad
- 2x08 Lo mejor de la playa
- 2x09 Tristes campanas de boda
- 2x10 Marea baja
- 2x11 Un largo fin de semana
- 2x12 Paraíso encontrado
- 2x13 Flipper va a Miami
- 2x14 Música de mar
- 2x15 Ayúdame Rhonda
- 2x16 La sirena Maya
- 2x17 La isla de la sirena
- 2x18 El paquete
- 2x19 Playa revancha
- 2x20 Contra las cuerdas
- 2x21 Prácticas de tiro
- 2x22 Reflexiones

## Tercera temporada
- 3x01 Un bonito romance
- 3x02 S.O.S.
- 3x03 Nadando con tiburones
- 3x04 El submarino
- 3x05 Monstruos marinos
- 3x06 Desaparecida
- 3x07 Intrusos
- 3x08 El satélite
- 3x09 Peces grandes
- 3x10 El día de acción de gracias
- 3x11 Noche de paz
- 3x12 Isla tormenta
- 3x13 Efectos perdidos
- 3x14 Viejas compañías
- 3x15 El héroe caído
- 3x16 Depredador
- 3x17 Barras y estrellas

## Cuarta temporada
- 4x01 El naufragio del Zephyr
- 4x02 Un día perfecto
- 4x03 Una mano amiga
- 4x04 El deseo
- 4x05 Salven a Tom
- 4x06 Vacaciones de primavera
- 4x07 Fe ciega
- 4x08 Viejos recuerdos
- 4x09 El huracán
- 4x10 A pulmón libre
- 4x11 Una noche para el recuerdo
- 4x12 Princesa por un día
- 4x13 Mundo subacuático
- 4x14 El delfín negro
- 4x15 Clase
- 4x16 La investigación
- 4x17 Capi se enamora
- 4x18 Mensaje en una botella
- 4x19 En solitario
- 4x20 El tesoro del capitán Kirk
- 4x21 La más fuerte
- 4x22 El barco misterioso
- 4x23 Reeducando a Rita
- 4x24 La superviviente
- 4x25 El destino
- 4x26 Padre pródigo
- 4x27 El sueño

## Emisión internacional
Se ha transmitido en diversos países donde ha tenido una gran aceptación; particularmente en Latinoamérica fue transmitido por Animal Planet y Boomerang Latinoamérica. En Venezuela fue transmitido por Venevisión y ahora está trasmitiendo nuevamente por Televen a partir de las 3:00 p. m.. En Colombia fue transmitido por el Canal RCN. En Ecuador actualmente transmitido por Canal Uno. En Perú fue transmitido por Panamericana Televisión. En Chile fue transmitido por Canal 13. En España fue transmitido por primero por TVE y luego por Antena 3 Televisión y algunos canales de la FORTA. Años más tarde fue emitido también por Nitro (canal de televisión). En México fue transmitido por Televisa en los canales como Televisa Regional, Central 4, Canal 5 (México) y Galavision. En Guatemala fue transmitido por Canal 3 El Super Canal. En República Dominicana fue transmitido por Telesistema Canal 11